# Tops (chanson)
Pistes de Tattoo You
Worried About You
(7) Heaven
(9)
Tops est une chanson du groupe de rock britannique The Rolling Stones parue le 24 août 1981 sur l'album Tattoo You.

## Historique
Composée par Mick Jagger et Keith Richards, la chanson est enregistrée d'abord durant les sessions de l'album Goats Head Soup à la fin de 1972 et au début de 1973 aux Dynamic Sound Studios à Kingston, en Jamaïque et aux Village Recorders à Los Angeles. Mais elle n'est pas gardée pour l'album.
Elle est reprise dans les sessions de l'album Emotional Rescue en 1979 aux studios Pathé-Marconi près de Paris, où elle n'était pas non plus incluse. Tops est finalement intégré à l'album Tattoo You après avoir été mixée et finalisée à New York aux studios Electric Lady et Atlantic. C'est l'une des deux chansons de l'album où Mick Taylor participe à la guitare, l'autre étant Waiting on a Friend.

## Personnel
Crédités:
- Mick Jagger: chant
- Keith Richards: guitare électrique, chœurs
- Mick Taylor: guitare électrique
- Bill Wyman: basse
- Charlie Watts: batterie

## Musicien additionnel
- Nicky Hopkins: piano